# Amiralitetsklockstapeln

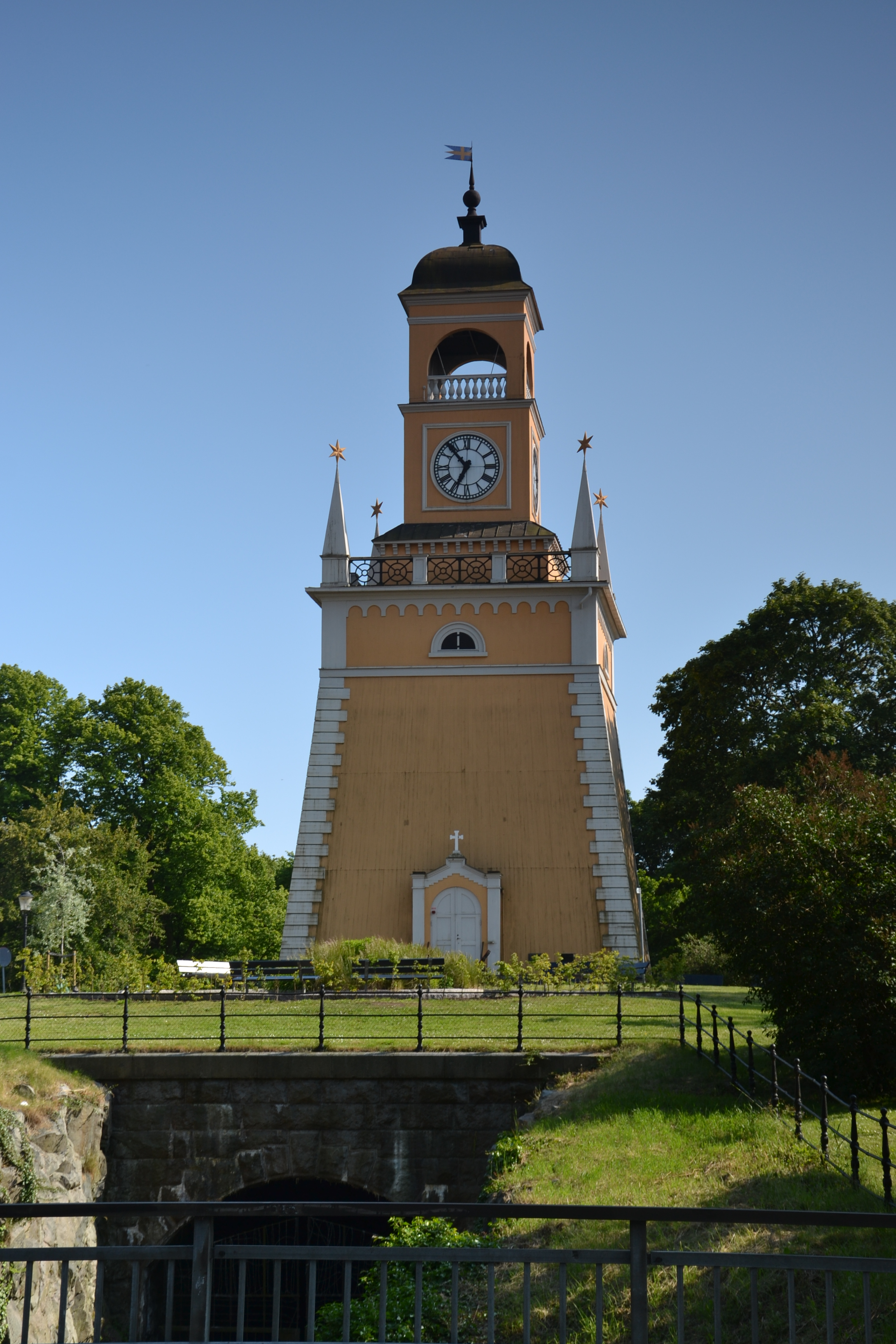
Amiralitetsklockstapeln

Amiralitetsklockstapeln – dzwonnica w Karlskronie, znajdująca się w Amiralitetsparken (Park Admiralicji). Budowla została zaprojektowana na wzór Latarni Aleksandryjskiej (jeden z siedmiu cudów świata) i zbudowana w 1699 roku. Jej dzwony są zsynchronizowane z dzwonnicą stojącego niedaleko Kościoła Admiralicji.